# Gélose viande foie
Le milieu viande foie est un milieu de culture. Il est principalement utilisé en tube profond pour la détermination du type respiratoire des micro-organismes, mais aussi pour la culture de germes anaérobies stricts telles que les Clostridium. Pour la culture de ceux-ci, on peut utiliser le milieu viande foie en tube profond (composition identique au milieu de détermination du type respiratoire) ou coulé en boîte de Petri (la composition est identique mais la concentration en agar est de l'ordre de 15 g/L).

## Composition
Pour 1 L de milieu viande foie préparé en tube pour la détermination du type respiratoire:
- base viande foie : 30,0 g
- glucose : 2,0 g
- agar : 6,0 g
- pH = 7,4

## Préparation
38 g par litre. Autoclavage classique. Conditionnement en tube longs et fins.

## Caractéristiques

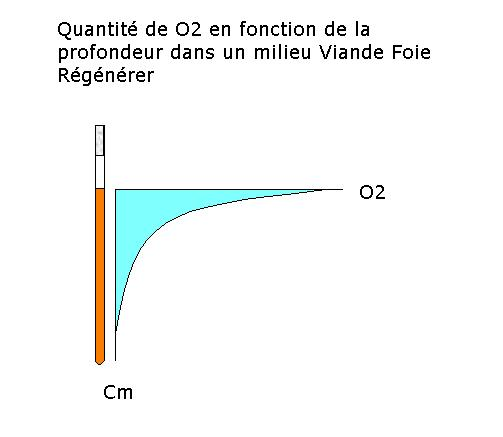
Concentration en en fonction de la profondeur de la gélose

Le milieu est coulé dans de longs tubes profonds et de faible diamètre. La base nutritive est riche et ne permet aucune sélection de genre. Le milieu doit être régénéré avant ensemencement pour obtenir un gradient de concentration en O2 si l'on veut rechercher le type respiratoire de la bactérie

## Lecture

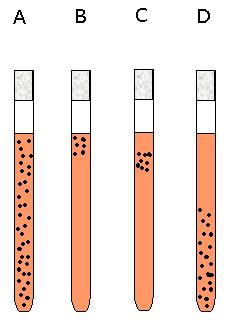
Résultats après une incubation de 24 h à 37 °C.

L'absence de culture révèle des bactéries exigeantes comme les Haemophilus NAD-dépendants. La hauteur de la culture permet de déterminer le type respiratoire :
- A : culture sur toute la hauteur : aéro-anaérobie facultatif (AAF) ;
- B : culture seulement en haut : aérobie stricte (AS) ;
- C : culture limitée entre 0,5 et 1,5 cm du haut : micro-aérophile ;
- D : culture seulement 1 cm au-dessous du haut : anaérobie stricte (AnS).